# .ie
.ie је Интернет домен највишег нивоа, из реда државних кодова за Ирску.